# Campeonato do Brasil de Ciclismo em Estrada
O Campeonato Brasileiro de Ciclismo de Estrada (ou Campeonato Brasileiro de Ciclismo de Resistência) é um evento realizado anualmente desde 2000 para determinar o campeão brasileiro de estrada de cada ano, incluindo competições para ambos os gêneros e categorias de idade.
O título é dado ao vencedor de somente uma etapa, ou seja, a competição se dá em uma prova de um dia. O vencedor do evento é premiado com o direito de vestir uma camisa com as cores da bandeira brasileira até o campeonato do ano seguinte, em todas as provas de estrada.
O campeonato é organizado pela Confederação Brasileira de Ciclismo (CBD), e, à exceção do ano de 2002, foi disputado ininterruptamente desde sua criação. Os maiores vencedores são Clemilda Fernandes, com cinco títulos na categoria feminina e Murilo Fischer e Flávio Cardoso, com dois títulos.

## Vencedores

### Masculino
| Ano  | Vencedor                     | Segundo lugar        | Terceiro lugar          | Cidade                     |
| ---- | ---------------------------- | -------------------- | ----------------------- | -------------------------- |
| 2000 | Glauber de Souza             | Daniel Rogelin       | José dos Santos         | Aracruz (ES)               |
| 2001 | Daniel Rogelin               | José dos Santos      | Pedro Romero dos Santos | Londrina (PR)              |
| 2002 | Não foi disputado            | Não foi disputado    | Não foi disputado       | Não foi disputado          |
| 2003 | Hernandes Quadri Júnior      | Soelito Gohr         | Márcio May              | Joinville (SC)             |
| 2004 | Renato Ruiz                  | José dos Santos      | Mauricio Valente        | Caieiras (SP)              |
| 2005 | Roberson Figueiredo da Silva | Nilceu dos Santos    | Fabiele Mota            | Ribeirão Preto (SP)        |
| 2006 | Soelito Gohr                 | Renato Seabra        | Tiago Fiorilli          | Bela Vista do Paraíso (PR) |
| 2007 | Nilceu dos Santos            | Roberto Pinheiro     | Kléber Ramos            | Indaiatuba (SP)            |
| 2008 | Valcemar Justino Silva       | Jean Marcel da Silva | André Pulini            | Morretes (PR)              |
| 2009 | Flávio Cardoso               | Mauricio Morandi     | Murilo Fischer          | São Carlos (SP)            |
| 2010 | Murilo Fischer               | Armando Camargo      | Magno Prado Nazaret     | São Carlos (SP)            |
| 2011 | Murilo Fischer               | Cleberson Weber      | Gregory Panizo          | Boituva (SP)               |
| 2012 | Otávio Bulgarelli            | Rafael Andriato      | Fabiele Mota            | Rio das Ostras (RJ)        |
| 2013 | Rodrigo Nascimento           | Alex Diniz           | Alan Maniezzo           | São Carlos (SP)            |
| 2014 | Antônio Garnero              | Roberto Pinheiro     | Thiago Nardin           | São Carlos (SP)            |
| 2015 | Everson Camilo               | Jeovane de Oliveira  | José Eriberto Rodrigues | Araraquara (SP)            |
| 2016 | Flávio Cardoso               | Kléber Ramos         | Roberto Pinheiro        | Joinville (SC)             |
| 2017 | Roberto Pinheiro             | Rodrigo Nascimento   | Caio Godoy              |                            |
| 2018 | Rodrigo Nascimento           | Alessandro Guimarães | Fernando Finkler        |                            |
| 2019 | Vitor Zucco Schizzi          | Alessandro Guimarães | Alex Costa Correia      |                            |
| 2020 | No se disputó                | No se disputó        | No se disputó           |                            |
| 2021 | Kléber Ramos                 | Antonio Garnero      | Cristian Egidio         |                            |
| 2022 | Vinícius Rangel              | Cristian Egidio      | Halysson Ferreira       |                            |

### Feminino
| Ano  | Vencedor                       | Segundo                             | Terceiro                            |           |
| ---- | ------------------------------ | ----------------------------------- | ----------------------------------- | --------- |
| 2000 | Carla Camargo Gardenal         | Cleonides Duarte de Lima            | Vera Lang                           |           |
| 2001 | Carla Camargo Gardenal         | Vera Lang                           | Cleonides Duarte de Lima            |           |
| 2002 | Rosane Kirch                   | Patricia Siqueira Moreira           | Maria Luzia Evangelista             |           |
| 2003 | Uênia Fernandes                | Maria Luzia Evangelista             | Lair Da Silva Guerra                |           |
| 2004 | cancelado                      | cancelado                           | cancelado                           | cancelado |
| 2005 | Clemilda Fernandes             | Luciene Ferreira                    | Patricia Siqueira Moreira           |           |
| 2006 | Erika Fernanda Gramiscelli     | Valquiria Alessandra Bento          | Clemilda Fernandes                  |           |
| 2007 | Valquiria Alessandra Bento     | Janildes Fernandes                  | Luciene Ferreira                    |           |
| 2008 | Clemilda Fernandes             | Luciene Ferreira                    | Uênia Fernandes                     |           |
| 2009 | Janildes Fernandes             | Clemilda Fernandes                  | Debora Cristina Gerhard             |           |
| 2010 | Janildes Fernandes             | Debora Cristina Gerhard             | Fernanda Souza                      |           |
| 2011 | Tatiani Cristina Oliveira Lobo | Janildes Fernandes                  | Luciene Ferreira                    |           |
| 2012 | Luciene Ferreira               | Camila Coelho Ferreira              | Flávia Oliveira                     |           |
| 2013 | Luciene Ferreira               | Clemilda Fernandes                  | Flávia Oliveira                     |           |
| 2014 | Márcia Fernandes               | Flávia Oliveira                     | Luciene Ferreira                    |           |
| 2015 | Clemilda Fernandes             | Luciene Ferreira                    | Flávia Oliveira                     |           |
| 2016 | Clemilda Fernandes             | Ana Paula Polegatch                 | Taise Maiara Benato                 |           |
| 2017 | Clemilda Fernandes             | Ana Paula Polegatch                 | Márcia Fernandes                    |           |
| 2018 | Flávia Oliveira                | Tatielle Valadares Souza            | Camila Coelho Ferreira              |           |
| 2019 | Danilas Silva                  | Flávia Oliveira                     | Cristiane Pereira Silva             |           |
| 2020 | cancelado                      | cancelado                           | cancelado                           | cancelado |
| 2021 | Ana Paula Polegatch            | Adriele Alves Mendes                | Taise Maiara Benato                 |           |
| 2022 | Aline Mariga                   | Wellyda Regisleyne Santos Rodrigues | Talita Luz Oliveira                 |           |
| 2023 | Ana Vitória Magalhães          | Ana Paula Casetta                   | Wellyda Regisleyne Santos Rodrigues |           |
| 2024 | Tamires Fanny Radatz           | Taise Maiara Benato                 | Márcia Fernandes                    |           |

### Esperanças Homens
| Ano  | Ganhador          | Segundo          | Terceiro           |
| ---- | ----------------- | ---------------- | ------------------ |
| 2011 | Carlos Manarelli  | Edson Ponciano   | William Chiarello  |
| 2012 | Joel Prado Júnior | Emerson Santos   | André Almeida      |
| 2013 | Joao Gaspar       | André Almeida    | Carlos Santos      |
| 2014 | Marcelo Dill      | André Almeida    | Antônio Nascimento |
| 2015 | Rodrigo Quirino   | Fernando Finkler | Eduardo Pini       |
| 2016 | Caio Godoy        | Rafael Rosa      | Victor Souza       |
| 2017 | Caio Godoy        | Raphael Piores   | Gabriel Silva      |
| 2018 | Fernando Finkler  | Leonardo Finkler | Gabriel Silva      |

### Juniores Homens
| Ano  | Ganhador             | Segundo                  | Terceiro               |
| ---- | -------------------- | ------------------------ | ---------------------- |
| 2009 | William Chiarello    | José Vagner Silva Júnior | Joel Prado Júnior      |
| 2010 | Bruno Saraiva        | Rafael Gasparini         | Raul Malaguty          |
| 2011 | Kacio Fonseca        | Maique Silva             | Leandro Silva          |
| 2012 | Caio Godoy           | Samuel Cassimiro         | Bruno Pillalba da Cruz |
| 2013 | Lucas Motta          | Alessandro Guimarães     | Tejanos Barón          |
| 2014 | Vinicius Woitke      | Eduardo Pini             | Lucas Gomes            |
| 2015 | Vitor Gonçalves      | Raphael Piores           | Luis Trevisan          |
| 2016 | Leonardo Finkler     | Victor Ranghetti         | Ricardo Dalamaria      |
| 2017 | Luiz Guilherme Basso | Gustavo Gonçalves        | João Rossi             |
| 2018 | Davidson Ouvidor     | Vinicius Costa           | Sérgio Rei             |